# گوسین (نرم‌افزار)
نرم‌افزار گوسین یک برنامهٔ کامپوتری است که اولین نسخهٔ آن در سال ۱۹۷۰ توسط جان پاپل و گروه تحقیقاتی وی در دانشگاه کارنگی ملون با عنوان گوسین ۷۰ منتشر شد. این برنامه که از جمله نرم‌افزارهای شیمی محاسباتی است، قادر به پیشبینی انواع خواص مولکول‌ها، بهینه سازی مولکول‌ها، انرژی‌های پیوندی، مکانیسم واکنش، انرژی ساختارهای حالت‌های گذار، طیف IR و NMR، اوربیتال‌های مولکولی، بارهای اتمی و مومنتوم چند قطبی، الکترون خواهی و پتانسیل یونیزاسیون، قابلیت پلاریزاسیون، پتانسیل‌های الکتروستاتیک و دانسیته الکترون، فرکانس‌های ارتعاشی و خواص ترموشیمیایی می‌باشد. با استفاده از نرم‌افزار گوسین در کنار نتایج تجربی یا به تنهایی، می‌توان ساختار مولکول و مکانیسم واکنش‌ها را شبیه‌سازی کرد.